# Flyulykken i Superga
Flyulykken i Superga skete onsdag den 4. maj 1949, hvor et fly med næsten hele Grande Torino-holdet (18 spillere) plus ledelse, journalister og besætning om bord styrtede ned i Superga-bakkerne i nærheden af Torino. Alle 31 personer om bord blev dræbt.
Det italienske fodboldhold var på vej hjem fra José Ferreiras afskedskamp i Lissabon, da ulykken skete. Det var den største tragedie i italiensk sportshistorie, eftersom den kostede livet for et legendarisk hold, der havde vundet det italienske Serie A-mesterskab de seneste fire år i træk (plus den sidste titel inden udbruddet af anden verdenskrig).
Efter ulykken vandt Torino Calcio ikke titlen igen før i sæsonen 1975/76
Kun én spiller fra holdets trup overlevede. Det var Sauro Tomà, der ikke var taget med på turen, fordi han var skadet. FC Barcelona-spilleren Ladislao Kubala skulle også have været med på flyveturen, men i sidste øjeblik ombestemte han sig for at blive hjemme hos sin syge søn.

## Ofre

### Spillere
- Valerio Bacigalupo
- Aldo Ballarin
- Dino Ballarin
- Milo Bongiorni
- Eusebio Castigliano
- Rubens Fadini
- Guglielmo Gabetto
- Ruggero Grava
- Giuseppe Grezar
- Ezio Loik
- Virgilio Maroso
- Danilo Martelli
- Valentino Mazzola
- Romeo Menti
- Piero Operto
- Franco Ossola
- Mario Rigamonti
- Giulio Schubert

### Klubofficials
- Arnaldo Agnisetta, manager
- Ippolito Civalleri, manager
- Egri Erbstein, træner
- Leslie Lievesley, coach
- Ottavio Corina, massør

### Journalister
- Renato Casalbore, (Tuttosport)
- Luigi Cavallero, (La Stampa)
- Renato Tosatti, (Gazzetta del Popolo)

### Flybesætning
- Pierluigi Meroni, luftkaptajn
- Antonio Pangrazi
- Celestino D'Inca
- Cesare Biancardi

### Andre
- Andrea Bonaiuti, arrangør